# Carmangay
Carmangay är en ort i Kanada.   Den ligger i provinsen Alberta, i den södra delen av landet, 2 800 km väster om huvudstaden Ottawa. Carmangay ligger 920 meter över havet och antalet invånare är 367.
Terrängen runt Carmangay är huvudsakligen platt. Carmangay ligger nere i en dal. Runt Carmangay är det mycket glesbefolkat, med 2 invånare per kvadratkilometer.. Närmaste större samhälle är Champion, 11,4 km norr om Carmangay.
Trakten runt Carmangay består till största delen av jordbruksmark.